# ブリルライナー

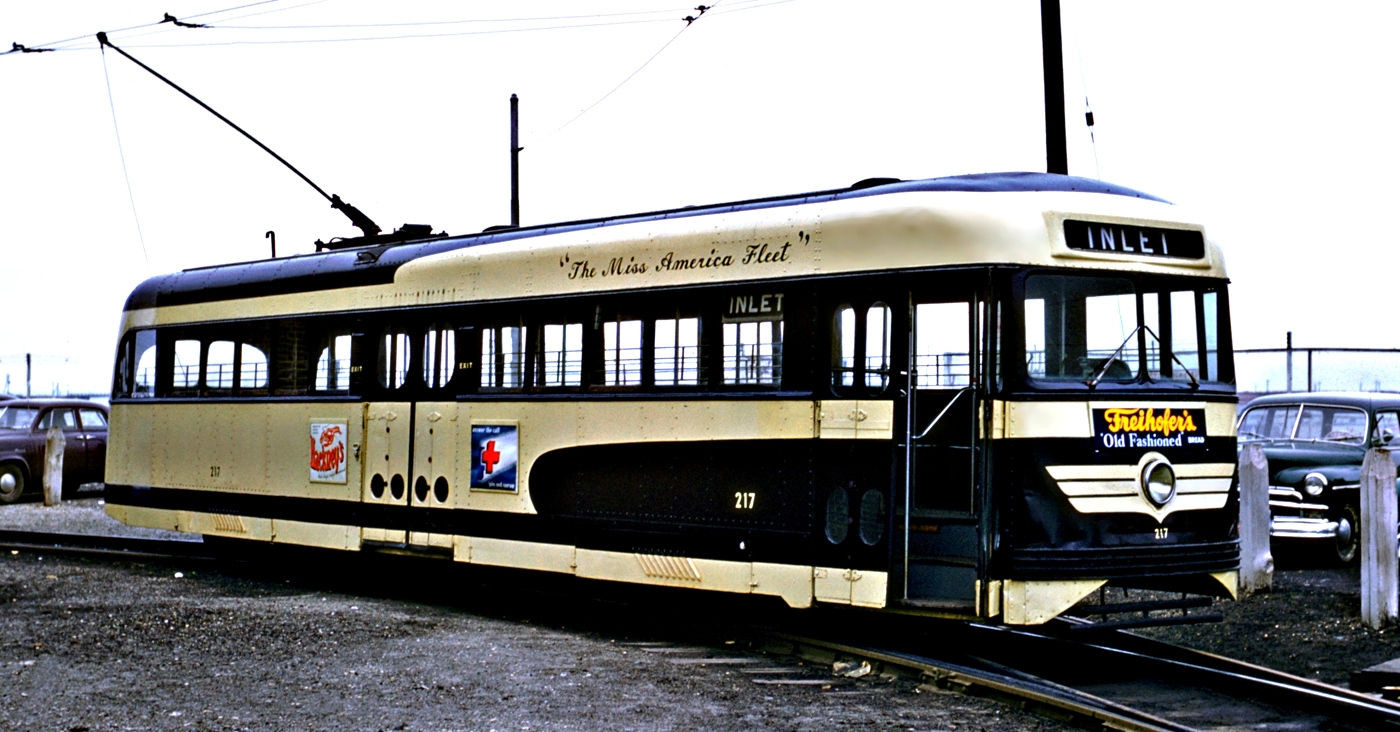
ブリルライナー（アトランティック・アンド・シーショアー鉄道、1950年代撮影）

ブリルライナー（英語: Brilliner）は、かつてアメリカ合衆国に存在した鉄道車両メーカーのブリルによって開発・製造された路面電車車両。

## 概要
1868年に創業した鉄道車両メーカーのブリルは、優れた鍛造技術を用いた高性能の台車や高性能の路面電車など多数の鉄道車両および部品の製造を手掛けていた。しかしモータリーゼーションの進展により需要が減少し、1930年代にはアメリカン・カー・アンド・ファウンドリー・モーターズ（American Car Foundry Motors Co.）の傘下となっていた。
一方、モータリーゼーションによる経営悪化を打開するため、各地の路面電車運営組織や鉄道車両メーカーなどが参加した電気鉄道経営者協議委員会（ERPCC, The Electric Railway Presidents' Conference Committee）が1929年に結成され、様々な新機軸の構造を取り入れた高性能路面電車PCCカーの開発が始まった。当初はブリルも参加していたもののやがて委員会から離れていき、最終的にアトランティック・アンド・シーショアー鉄道からの注文を受けPCCカーと同等の高性能路面電車を自社で開発する事となった。これがブリルライナーである。
モーターや制御装置はPCCカーと同じ構造だが、台車はブリルが開発した独自のものを導入していた。初期に制作された車両は騒音が問題視されていたが、その後の車両ははす歯の平歯車が採用された事で騒音軽減が図られている。車体のデザインは、ペンシルバニア鉄道GG1形電気機関車のデザインを手掛けたインダストリアルデザインのレイモンド・ローウィが担当した。

## 運用
最も多くの車両が導入されたのはペンシルバニア鉄道の子会社であったアトランティック・アンド・シーショアー鉄道で、1938年以降試作車も含めて25両が製造された。元はPCCカーを導入する予定であったが特許使用料で折り合いがつかなかったため、ブリルに独自の高性能路面電車を受注した経緯を持つ。1955年12月に路線が廃止されるまで使用された後、全車解体された。一方1941年10月にはフィラデルフィアの郊外路面電車路線であったレッドアロー・ライン（Red Arrow Lines）向けに両運転台式・前後扉の車両が10両製造されており、1981年の引退後も複数の車両が保存されている。
またワシントンD.C.の路面電車に10両が導入された他、シンシナティやバルチモア、フィラデルフィア、サンフランシスコの市内路面電車にも導入されたが、これらの都市では1両～3両と少数に留まった。
アメリカやカナダなど各都市に向けて大量に生産されたPCCカーの一方で、ブリルライナーの製造数は僅か40両に留まった。そしてレッドアロー・ライン用に製造された10両のブリルライナーをもって、ブリルは路面電車車両の生産を終了する事となった。

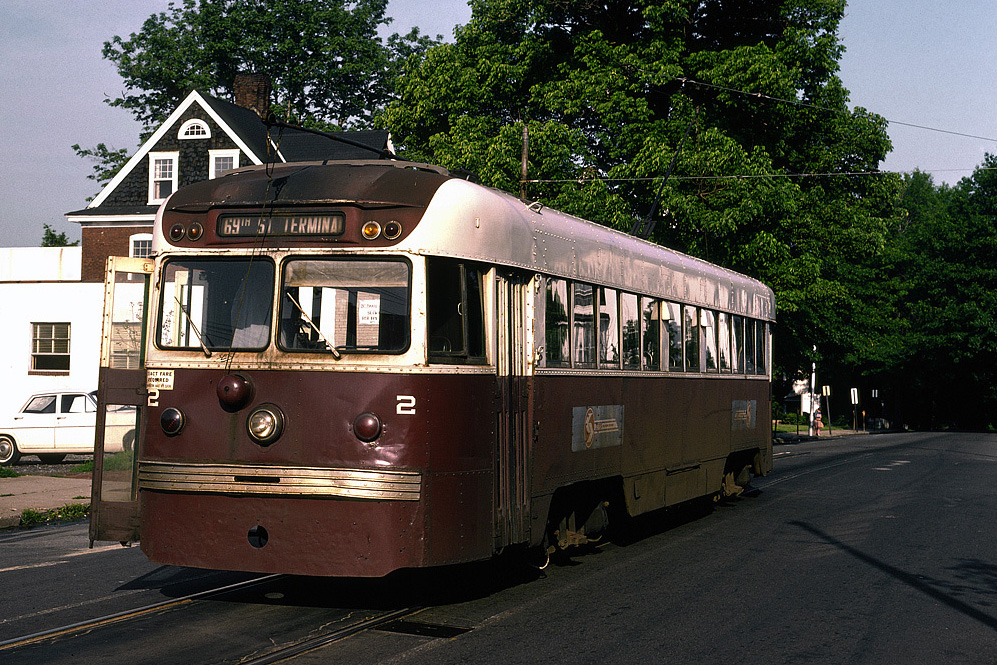
フィラデルフィア （レッドアロー・ライン）
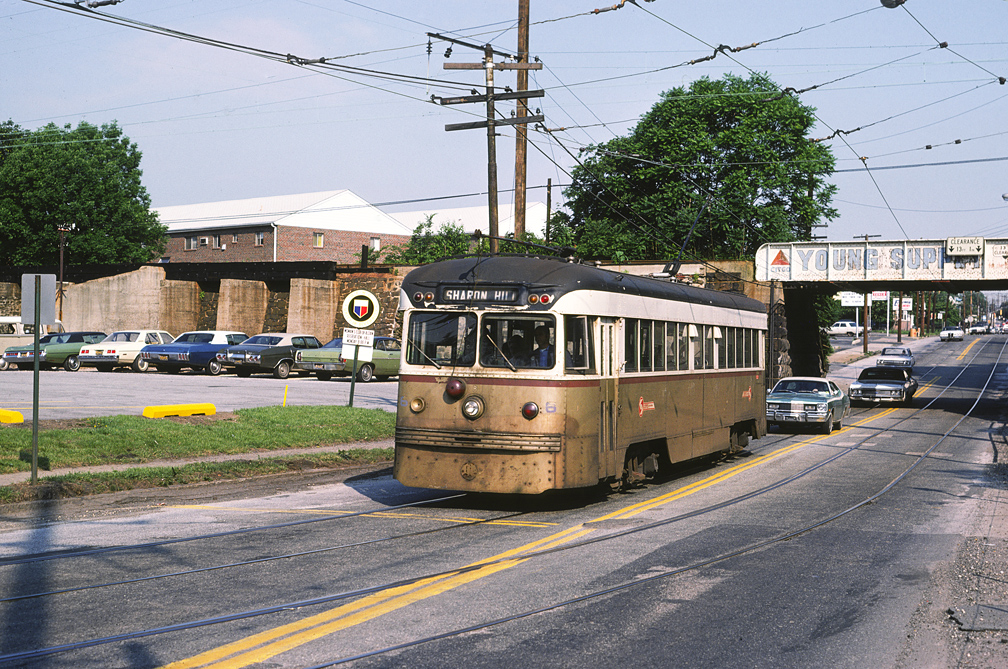
フィラデルフィア （南東ペンシルベニア交通局） （1976年撮影）